# Senador Camará
Senador Camará és un populós barri de la Zona Oest del municipi de Rio de Janeiro. Limita amb els barris de Senador Vasconcelos, Campo Grande, Realengo, Bangu, Santíssimo i Vila Kennedy. Amb 105.515 habitants distribuïts en una àrea de 1.723,59 ha.
L'Índex de Desenvolupament Humà Municipal (IDHM) és un índex compost per tres indicadors de desenvolupament humà:
- Longevitat - Vida llarga i saludable.
- Educació - Accés al coneixement.
- Renda - Padró de vida.

i varia de zero fins a 1, considerant-se:
- baix - Entre 0 i 0,499.
- mig - De 0,500 a 0,799.
- elevat - Igual o per sobre de 0,800.
- En el cas de Senador Camará:

| Nº  | Barri o grup de barris | Esperança de vida (en anys) | Taxa de alfabetització d'adults (%) | Taxa bruta d'abandonament escolar (%) | Renda per capita (en R$ de 2000) | Índex de vida | Índex d'Educació | Índex de Renda | Índex de Desenvo-lupament Humà |
| Nº  | Barri o grup de barris | Esperança de vida (en anys) | Taxa de alfabetització d'adults (%) | Taxa bruta d'abandonament escolar (%) | Renda per capita (en R$ de 2000) | IDH-L         | IDH-I            | IDH-R          | IDH                            |
| 105 | Senador Camará         | 67,39                       | 93,63                               | 83,67                                 | 251,09                           | 0,707         | 0,903            | 0,695          | 0,768                          |
| --- | ---------------------- | --------------------------- | ----------------------------------- | ------------------------------------- | -------------------------------- | ------------- | ---------------- | -------------- | ------------------------------ |

Font: Institut Brasiler de Geografia i Estadística (IBGE) atualizado en 2013.

## Història
L'origen del nom es deu a l'estació ferroviària fundada el 1923 que atén el barri i duu el nom de Senador Camará, en homenatge al Senador Otacílio de Carvalho Camará, que va ser Senador de la República el 1919 i 1920. Aquest senador té parents en el barri, més precisament a Caxangá, on viu el seu nebot, Marcelo Henrique Lemos Camará.
El barri està dividit per la línia ferroviària del ramal de Santa Cruz, actualment operat per l'empresa Supervia. En el costat esquerre de la línia ferroviària, en el sentit cap a Santa Cruz, el barri queda tallat per l'Avinguda Santa Cruz, on està localitzada la favela del Sapo, aquesta avinguda fa la connexió entre els barris de Realengo i Senador Vasconcelos.
En el costat dret, el barri és tallat per la Carretera del Taquaral, que comença a Bangu i acaba en el propi barri de Senador Camará, on hi ha la Favela da Coreia, amb alts índexs de violència. A Senador Camará hi ha el sub-barri Jabour, amb característiques d'un barri de classe mitjana, localitzat en la part mixta del barri junt amb comerç local, a prop de la favela do Rebu. Aquest barri iniciat per Abrahão Jabour, va rebre més inversió en el seu inici, el que li confereix un aspecte millor que les àrees veïnes, ja que va ser idealitzat per a atendre als militars de Realengo i Vila Militar i treballadors de la Zona Oest.
El barri té 6 faveles: Sapo, Rebu, Cavalo de Aço, Coreia, Mobral, Vila Aliança i Morro do Céu.